# Łojki (gromada)
Łojki – dawna gromada, czyli najmniejsza jednostka podziału terytorialnego Polskiej Rzeczypospolitej Ludowej w latach 1954–1972.
Gromady, z gromadzkimi radami narodowymi (GRN) jako organami władzy najniższego stopnia na wsi, funkcjonowały od reformy reorganizującej administrację wiejską przeprowadzonej jesienią 1954 do momentu ich zniesienia z dniem 1 stycznia 1973, tym samym wypierając organizację gminną w latach 1954–1972.
Gromadę Łojki z siedzibą GRN w Łojkach utworzono – jako jedną z 8759 gromad na obszarze Polski – w powiecie częstochowskim w woj. stalinogrodzkim, na mocy uchwały nr 17/54 WRN w Stalinogrodzie z dnia 5 października 1954. W skład jednostki weszły obszary dotychczasowych gromad Konradów, Łojki i Wydra (łącznie z kolonią Gorzelnia) ze zniesionej gminy Gnaszyn Dolny oraz obszar dotychczasowej gromady Wyrazów ze zniesionej gminy Ostrowy w tymże powiecie. Dla gromady ustalono 17 członków gromadzkiej rady narodowej.
20 grudnia 1956 województwo stalinogrodzkie przemianowano (z powrotem) na katowickie.
1 stycznia 1958 gromadę zniesiono, a jej obszar włączono do gromady Gnaszyn Dolny, z wyłączeniem wsi Wyrazów, którą włączono do gromady Ostrowy, w tymże powiecie.